# 卡伦博恩-绍伊尔恩
卡伦博恩-绍伊尔恩 是德国莱茵兰-普法尔茨州的一个市镇。总面积7.34平方公里，总人口447人，其中男性223人，女性224人（2011年12月31日），人口密度61人/平方公里。